# Wang (titul)
Wang (čínsky pchin-jinem wáng, znaky 王) byl panovnický titul v zemích východní Asie přibližně odpovídající evropskému králi. Titul je jedním z nejstarších a stál nad tradičními pěti šlechtickými tituly (kung, chou, po, c’, nan). Objevil se v Číně za dynastie Šang jako titul panovnický. Po zavedení hodnosti chuang-ti (císař) roku 221 př. n. l. byl vysokou hodností rozdělenou na několik stupňů a udělovanou blízkým císařovým příbuzným, výjimečně i nejvlivnějším hodnostářům; dále panovníkům okolních formálně závislých států a kmenů; či přisvojovanou si vládcům regionálních států v obdobích rozdrobenosti Číny. Z Číny se rozšířil i do zemí východní Asie.

## Historie
Titul wang ve významu král je v Číně doložen od dob dynastií Šang (přibližně 1600–1046 př. n. l.) a Čou (asi 1046 př. n. l. – 256 př. n. l.), jejíž panovníci si říkali wang. Během úpadku moci čouských vládců v období válčících států si titul wang přisvojovali i nejmocnější panovníci regionálních státu, první roku 344 př. n. l. král Chuej z Wej. Po sjednocení čínských zemí státem Čchin roku 221 př. n. l. jeho panovník přijal titul chuang-ti (císař), který čínští vládci nosili do roku 1911.
V čchinské říši wang, ve formě čchin-wang (親王, kníže krve, doslova kníže-příbuzný) poklesl na titul členů císařského rodu. Po pádu říše Čchin si titul wang, král, přisvojili soupeřící generálové, kteří si rozdělili zemi. Formálně byli podřízeni králi-hegemonovi (霸王, pa-wang) Siang Jüovi. Siang Jüa vzápětí svrhl Liou Pang, zakladatel říše Chan.
V říši Chan (od 206 př. n. l.) zprvu nesli hodnost wang vládci polosamostatných států pod chanskou svrchovaností, kteří ovládali dvě třetiny říše. Liou Pang je vesměs postupně nahradil svými příbuznými, zpravidla syny. V průběhu doby chanští císaři moc wangů a rozlohu jejich lén omezovali, takže nakonec hodnost zaručovala příjmy a postavení, nikoliv však ovládání titulního území. I v následujících čínských říších byl titul wang zpravidla udělován císařovým synům, nebo i jiným příbuzným, zřídka mimořádně vlivným hodnostářům. Titul byl dědičný a zhruba odpovídal evropskému knížeti či princi.
Vzniklo několik stupňů hodnosti, například v říších Tchang a Sung v sestupném pořadí čchin-wang (親王, kníže krve, doslova kníže-příbuzný), s’-wang (嗣王, kníže-dědic) a ťün-wang (郡王, kníže komandérie).
Postavení nositelů titulu bylo v průběhu staletí různé. V některých dobách z pozice císařových příbuzných a vysokých hodnostářů určovali politiku říše, např. v posledních desetiletích říše Západní Ťin (265–316), naopak v říši Cchao Wej (220–265) žili ve svých lénech pod přísnou kontrolou vlády a s nulovou politickou mocí.
Jako wang se v obdobích rozpadu Číny titulovali vládci některých samostatných regionálních států, pokud si nepřisvojili titul císaře. Hodností wang císařové čínských říší rovněž obdarovávali vládce okolních nečínských států a kmenů, následně se rozšířila po východní Asii (mimo Japonsko). V obou těchto případech má význam odpovídající evropskému králi.